# Harry Hole
Harry Hole est un personnage de fiction, héros d’une série de romans policiers écrits par Jo Nesbø, musicien, écrivain et scénariste norvégien. Il est inspecteur dans la police criminelle d’Oslo. C'est un flic alcoolique, dépressif, en proie à des problèmes conjugaux, cynique, en rupture de ban qui est envoyé par sa hiérarchie dans des histoires impossibles. Il s'avère néanmoins être un personnage attachant et un brillant détective.

## Vie personnelle
Harry Hole est né en 1965 à Oppsal, Oslo. Il est grand (1,93 m), athlétique, maigre, cheveux blonds, yeux bleus avec « la teinte délavée obtenue à la longue chez les alcooliques ».
Sa mère bien-aimée, d’origine samis est morte d’un cancer quand il avait une vingtaine d’années. Il a une sœur cadette, Søs, dont il est très proche et qui est atteinte du syndrome de Down. Il a un rapport froid avec son père qui rêvait pour lui d’un destin différent.  
Harry a une relation sentimentale instable avec Rakel Fauke, mère célibataire dont il est tombé amoureux dans Rouge-gorge. L'intermittence de leur liaison est causée par les contraintes de travail de Harry et son penchant pour l'alcool. Il a également développé une relation étroite avec le fils de Rakel, Oleg, pour qui il est devenu un père et qu’il considère comme son fils. 
Hole est un gros fumeur et s’adonne occasionnellement à la drogue qu’il considère comme des anesthésiques. Il est également alcoolique et son « poison », comme il l’appelle, est le whisky Jim Beam, 40 % d’alcool, qui « est son ami le plus fidèle depuis qu’il a la vingtaine d’années ».  
Harry Hole habite au Sofies Gate à Bislett, un quartier d’Oslo. Dans Fantôme, il vit à Hong Kong depuis trois ans. Près de son lieu de résidence, son « abreuvoir » favori est le restaurant Schrøder dans St. Hanshaugen, qui figure dans la plupart des romans.

## Vie professionnelle
Harry Hole est un flic rude, aux méthodes peu orthodoxes. Il a suivi un cours spécialisé dans les tueurs en série, pendant un an avec le FBI de Chicago, ce qui lui a permis d’acquérir des compétences particulières dans l’art du maniement des armes à feu et des techniques d’interrogatoire.
Il entretient des relations difficiles avec ses collègues mais les tient en respect grâce à sa grande perspicacité lors des enquêtes et son sens aigu de la justice. Son attitude anti-autorité et anticonformiste l’entraîne dans des conflits répétés avec ses supérieurs mais il a l’appui de son chef direct, Bjarne Møller. Ce dernier fait tout pour protéger Harry de ceux qui veulent le licencier car il le considère comme le meilleur enquêteur du ministère bien que le pire fonctionnaire.
Hole a peu d’amis dans le service de police, exception faite de certains membres du personnel à la division de médecine légale. C'est le cas de Beate Lønn, dont les connaissances spécialisées lui sont précieuses pour obtenir des informations cruciales pour ses enquêtes. Ses autres principaux amis sont Stig Aune, psychologue et conseiller de la police qui a traité Harry pour alcoolisme, et Oystein Eikeland, chauffeur de taxi qu’il connaît depuis l’enfance. Il est, pendant longtemps ami avec Gunnar Hagen, son ancien officier supérieur jusqu’au cas évoqué dans Fantôme.
Ses aventures se déroulent principalement à Oslo. Mais il opère à l’étranger dans les deux premiers tomes de la série : en Australie pour L’Homme chauve-souris et en Thaïlande dans Les Cafards. Il intervient également au Congo dans Le Léopard.
Jo Nesbø déclare avoir choisi le prénom de Harry car il voulait attribuer un prénom peu sympathique à un personnage attachant. En effet, selon lui, Harry, en norvégien, est souvent utilisé pour caractériser des ploucs incultes.
Hole est le nom d’une ville historique en Norvège, avec un patrimoine datant de l’époque des Vikings. Le mot est prononcé en deux syllabes (hoh-leh), avec accent sur le premier.

## Liste des romans
Le premier roman de la série est publié en Norvège en 1997. Les publications françaises ont été éditées par Gaïa entre 2002 et 2005, puis par Gallimard.
1. L'Homme chauve-souris, Gaïa, coll. « Polar », 2002 (norvégien : Flaggermusmannen, 1997), prix Riverton 1997 et prix Clé de verre 1998
2. Les Cafards, Gaïa, coll. « Polar », 2003 (norvégien : Kakerlakkene, 1998)
3. Rouge-gorge, Gaïa, coll. « Polar », 2004 (norvégien : Rødstrupe, 2000)
4. Rue Sans-Souci, Gaïa, coll. « Polar », 2005 (norvégien : Sorgenfri, 2002)
5. L'Étoile du diable, Gallimard, coll. « Série noire », 2006 (norvégien : Marekors, 2003)
6. Le Sauveur, Gallimard, coll. « Série noire », 2007 (norvégien : Frelseren, 2005)
7. Le Bonhomme de neige, Gallimard, coll. « Série noire », 2008 (norvégien : Snømannen, 2007)
8. Le Léopard, Gallimard, coll. « Série noire », 2011 (norvégien : Panserhjerte, 2009)
9. Fantôme, Gallimard, coll. « Série noire », 2013 (norvégien : Gjenferd, 2011)
10. Police, Gallimard, coll. « Série noire », 2014 (norvégien : Politi, 2013)
11. La Soif, Gallimard, coll. "Série noire", 2017  (norvégien : Tørst, 2017)
12. Le Couteau, Gallimard, coll. "Série noire", 2019  (norvégien : Kniv, 2019)

## Cinéma
Une adaptation au cinéma réalisée par Tomas Alfredson du septième tome de la série, avec comme titre éponyme Le Bonhomme de neige, est sortie en novembre 2017 en France. Harry Hole y est interprété par Michael Fassbender.

## Tourisme
Un parcours touristique, le Harry Hole Walks, a été créé à Oslo. Il propose aux visiteurs de suivre les pas du détective dans les lieux fréquentés lors de ses enquêtes.